# Ice Cream of Margie (With the Light Blue Hair)
Ice Cream of Margie (With the Light Blue Hair), llamado Helado de Margie (con cabello azul claro) en España y Helados de Marge (la del cabello azul claro) en Hispanoamérica, es el séptimo episodio de la decimoctava temporada de la serie de televisión de dibujos animados Los Simpson. Fue estrenado el 26 de noviembre de 2006 en Estados Unidos, el 1 de julio del 2007 en Hispanoamérica, y el 20 de julio de 2008 en España. El episodio fue escrito por Carolyn Omine y dirigido por Matthew Nastuk. En este episodio, Homero se convierte en conductor de un camión heladero, mientras que Marge realiza esculturas con los palitos de helado desechados.

## Sinopsis
Todo comienza cuando Homer Simpson juega con sus amigos a "perder el tiempo" en el trabajo. En ese momento entra su jefe, el señor Burns, y al verlos en esa situación se enfada por ver que Homer no está trabajando. Cuando le llama la atención, Homer se despista al ver por la ventana a un vendedor de helados y Burns lo despide. Homer va a comprar un helado y en ese momento el heladero muere de un infarto. En el funeral, Homer compra el camión del heladero a su viuda. 
Mientras, Marge Simpson se siente resentida al saber que su vida ha sido un fracaso y nadie la recordará. Entonces, Homer le entrega los palitos de helado y ella, comienza a hacer esculturas de hombres con los palitos. Dos meses después, Kent Brockman está en una persecución criminal y encuentra los monumentos de Marge. Brockman hace un reportaje de esto y el Texano Rico financia su presentación cultural. Marge le dice a Homer que esté a las tres en su exposición para darle su apoyo moral, pero se entretiene vendiendo polos a divorciados y, con prisa por llegar a tiempo ya que llegaba tarde, la luna del camión es tapada por una ardilla, un oso y un explorador y cuando los aparta, se da cuenta de que ha destrozado toda la exposición de Marge. 
Homer intenta obtener el perdón de Marge hasta que lo consigue al otro lado de la puerta de su dormitorio, pero se queda dormido. Al despertarse, Bart y Lisa le dicen que Marge está en la plaza del pueblo. Cuando llega, Homer piensa que se va a suicidar pero en realidad le muestra su mejor escultura: una imagen gigante de él comiendo un dónut (al que él confunde con Maguila Gorila). Al final del episodio, sale 200 años después, como la única escultura que queda antes de la rebelión e invasión de los iPods.